# آروم‌نرو بالا
آروم‌نرو بالا، روستایی است از توابع بخش مرکزی شهرستان مینودشت در استان گلستان ایران.

## جمعیت
این روستا در دهستان چهل‌چای قرار داشته و بر اساس سرشماری سال ۱۳۸۵ جمعیت آن ۹۶ نفر (۲۷ خانوار)
بوده است.